# Gull-Maj Norin
Gull-Maj Norin (20 de abril de 1913 – 27 de noviembre de 1997) fue una actriz teatral y cinematográfica de nacionalidad danesa, cuya carrera transcurrió en Dinamarca y Suecia en los años 1930 y 1940. Es sobre todo conocida por su papel de sospechosa de asesinato en la película de 1944 Mordets Melodi.

## Biografía
Nacida en Helsingborg, Suecia, era hija de la actriz sueca Ann-Sofi Norin (1893–1942). Mudada a Dinamarca cuando tenía diez años, a los 18 actuó en una representación de la pieza Lisístrata, en el Teatro Riddersalen de Copenhague. Al año siguiente hizo un pequeño papel de corista en la comedia dirigida por Emanuel Gregers Odds 777. En los siguientes años fue cantante de cabaret y actriz teatral en locales de Dinamarca y Suecia.
Tras varias pequeñas actuaciones cinematográficas, obtuvo el reconocimiento internacional por su papel de heroína en el melodrama de George Schnéevoigt Fredløs. El director de Hollywood Josef von Sternberg vio su actuación, y solicitó a Norin reemplazar a una lesionada Merle Oberon en el film I, Claudius. Ella aceptó y fue contratada por Alexander Korda, pero el inicio de la Segunda Guerra Mundial frenó la producción. Norin se quedó en Escandinavia trabajando para la productora ASA Film en películas como De Tre, måske fire y Nordhavets mænd, y con Max Hansen en Wienerbarnet. Además, gracias a sus lazos suecos, rodó también varias cintas en Suecia.
En 1942 Norin decidió centrarse únicamente en el cine y, preferiblemente, trabajar solamente con la directora danesa Bodil Ipsen. La mejor actuación de Norin tuvo lugar en la cinta dirigida por Ipsen en 1944 Mordets Melodi, en la cual Norin era una cantante de cabaret sospechosa de ser una asesina en serie. El film es considerado un clásico del cine danés y el primero del género negro de su país
Norin solamente rodó tres películas más, la última de ellas en 1947, Mani. Tras su breve carrera se retiró de la vida pública. Se casó con el director cinematográfico y televisivo Søren Melson en 1940, permaneciendo la pareja unida hasta la muerte de él en 1984. Gull-Maj Norin falleció en 1997 en Copenhague, Dinamarca. Fue enterrada en el Cementerio Mariebjerg de esa ciudad.

## Filmografía
- 1932 : Odds 777
- 1933 : Två man om en änka
- 1934 : Karl Fredrik regerar
- 1934 : Sången om den eldröda blomman
- 1935 : Fredløs
- 1937 : Det begyndte ombord
- 1939 : De tre, måske fire
- 1939 : Nordhavets mænd
- 1941 : Wienerbarnet
- 1942 : Alle mand på dæk
- 1942 : En herre i kjole og hvidt
- 1942 : Tante Cramers testamente
- 1942 : Et skud før midnat
- 1942 : Ballade i Nyhavn
- 1943 : Drama på slottet
- 1944 : Mordets Melodi
- 1945 : I går og i morgen
- 1946 : Så mødes vi hos Tove
- 1947 : Mani